# Momčilo Bajagić Bajaga
Momčilo Bajagić „Bajaga” serb. Момчило Бајагић „Бајагa” (ur. 19 lutego 1960 w Bjelovarze) – serbski muzyk rockowy, kompozytor, wokalista i autor tekstów. Urodził się w chorwackim mieście Bjelovar w serbskiej rodzinie, mieszka i tworzy w Belgradzie. Znany jako założyciel popularnego w krajach byłej Jugosławii zespołu Bajaga i instruktori oraz jako były członek grupy Riblja čorba.

## Życie i twórczość
Bajagić rozpoczął swoją karierę muzyczną w 1974 roku, jako wokalista w zespole TNT. W 1978 roku dołączył do popularnego wówczas na jugosłowiańskiej scenie rockowej zespołu Riblja čorba jako gitarzysta. Z grupą tą nagrał sześć albumów, był również autorem lub współautorem tekstów do części utworów na tych płytach. W międzyczasie zaczął pisać również teksty o lekkiej, zabawnej tematyce, nie pasujące do hardrockowego wizerunku Ribljej čorby. Teksty te postanowił wykorzystać po rozpoczęciu w 1984 roku kariery solowej jako Bajaga. Wraz z przygotowaniami do nagrania pierwszej solowej płyty Pozitivna geografija, Bajagić zdecydował o sformowaniu na jej potrzeby  grupy Instruktori, z którą gra po dziś dzień. Zespół przyjął nazwę Bajaga i instruktori. Pozitivna geografija okazała się dużym sukcesem komercyjnym, a grupa zdecydowała o kontynuowaniu współpracy. 
W 2003 roku odbył się koncert Bajagi na plaży Bačvice w chorwackim Splicie, podczas którego na widowni rozpylony został gaz łzawiący. Koncert był uprzednio przełożony z powodu ryzyka dojścia do rozruchów z udziałem młodzieżówki Chorwackiej Wspólnoty Demokratycznej. Mimo to, artysta nie przestał koncertować w Chorwacji, a 12 lipca 2017 roku, podczas festiwalu San Sustipanske Noći, ponownie odbył się koncert Bajagicia w Splicie. Po tym wydarzeniu w mediach pojawiło się doniesienie o planowanym wcześniej ataku na koncert, któremu ostatecznie zdołała zapobiec chorwacka policja.
Momčilo Bajagić jest jedną z najbardziej rozpoznawalnych postaci sceny muzycznej krajów byłej Jugosławii. Największą sympatią Bajaga cieszy się w Serbii, jednak według  niektórych źródeł, najwięcej płyt muzyk sprzedał w Chorwacji. W Polsce utwory z repertuaru Bajagi wykorzystywane były m.in. przez Krzysztofa Krawczyka, Macieja Maleńczuka oraz projekt Yugopolis.

## Dyskografia

### Z zespołemRiblja čorba

#### Albumy studyjne
- Kost u grlu (1979)
- Pokvarena mašta i prljave strasti (1981)
- Mrtva priroda (1981)
- Buvlja pijaca (1982)
- Večeras vas zabavljaju muzičari koji piju (1984)

### Albumy live
- U ime naroda (1982)

### Albumy z zespołemBajaga i instruktori
- Pozitivna geografija (1984)
- Sa druge strane jastuka (1985)
- Jahači magle (1986)
- Prodavnica tajni (1988)
- Neka svemir čuje nemir (1989)
- Muzika na struju (1993)
- Od bižuterije do ćilibara (1997)
- Zmaj od noćaja (2001)
- Ruža vetrova Beograda (2003) - kompilacja
- Šou počinje u ponoć (2005)
- Daljina, dim i prašina (2012)
- U sali lom (2018)
- U Puli lom - Live at Arena (2019)
- Ovaj svet se menja (2020)

### DVDV
- Bajaga i instruktori Live. Beogradski koncert Beogradska arena 23 decembra 2006 (2008)
- U Puli lom - Live at Arena (2019)

### Albumy solowe

#### Ścieżki dźwiękowe
- Ni na nebu ni na zemlji (1994)
- Profesionalac – Muzika iz filma (2003)
- Nije loše biti čovek – (Muzika za film Dušana Kovačevića) (2021)